# My Nordström
My Nordström, född 21 april 1990, är en svensk höjdhoppare. Hon tävlar inhemskt för friidrottsföreningen GoIF Tjalve. 
Vid Inomhus-EM i Göteborg 2013 deltog hon men slogs ut i kvalet efter att ha klarat 1,89.

## Personliga rekord
| Utomhus - Höjdhopp – 1,86 (Umeå 2 augusti 2014) | Inomhus - Höjdhopp – 1,92 (Norrköping 17 februari 2013) |